# Hasier Etxeberria
Hasier Etxeberria Canales (Elgoibar, Guipúzcoa, 6 de abril de 1957-29 de marzo de 2017) fue un escritor, presentador y columnista español.

## Biografía
Hasier Etxeberria se licenció en psicología, trabajó como profesor de euskera y redactor de los servicios informativos de Euskal Telebista. Además del programa de literatura Sautrela, dirigió y presentó  los programas culturales Fahrenheit, Beti eskamak kentzen (Siempre quitando escamas), Babel, Ez dago larrosarik (No hay rosas) y los gastronómicos Zopa haundi (Sopa grande) y Lapikoka (A puchero). También condujo las cinco entregas del programa especial de entrevistas a personajes relevantes de la sociedad vasca, Euskaldunak, todos ellos en ETB1.

## Carrera literaria
Se definió a sí mismo como cuentista, a pesar de que trabajó diferentes géneros literarios. El libro de narraciones Karramarroaren aztarnak fue considerado por el propio autor como una de sus mejores obras.
Según sus palabras, recurrió a la literatura como consecuencia del trato recibido por la Policía Nacional española: "Antes de (ser escritor), cuando vivía en Fuenterrabía, la Policía Nacional española me llevó una noche a la comisaría de Indauchu, acusado de ayudar a secuestrar a un empresario. En verdad, una noche negra, en la que los ascensores tomaron el nombre de descensores, donde todo bajaba por el agujero en vez de subir." El resultado del trabajo realizado por esta experiencia fue la novela Mugetan (1998) y en los años siguientes escribió varias novelas incluyendo la obra Arrainak ura baino, ganadora del Premio Irun Hiria.
Sin embargo, siempre se ha considerado escritor, ya que empezó a publicar cuentos a los nueve años. Sus trabajos en Literatura Infantil y Juvenil le valieron varios galardones que destacan la producción de cuentos, como el Premio Bilintx, el Premio Julene Azpeitia o el Premio Gabriel Aresti.
Realizó numerosas colaboraciones en prensa escrita, por las que recibió en 1993 el Premio de Periodismo Ricardo Arregui. Fue uno de los creadores de la revista ZuZeu.
También publicó libros periodísticos, trabajos relacionados con la gastronomía y el arte.

## Obra

### Narrativa
- Ipuin ezberdinak eta erregalokoak [Diferentes cuentos y los de regalo] (1984, Elkar)
- Alajaineta [Caramba]  (1995, Elkar)
- Karramarroaren aztarnak [Las huellas del cangrejo] (1997, Elkar)

### Novela
- Mugetan  [En las fronteras] (1987, Elkar). Reedición: Elkarlanean, 1996
- Arrainak ura baino [Peces más que agua] (1999, Fundación Kutxa). Reedición: Elkarlanean, 2000
- Eulien bazka [La comida de las moscas] (2003, Susa)
- Mutuaren hitzak [Las palabras del mudo] (2005, Susa)
- Iturrino Handia [El gran Iturrino] (2007, Susa)

### Relatos juveniles
- Estatua baten historia [La historia de una estatua ](1988, Elkar): Reedición: Elkar, 2000
- La balada de Inesa (Inesaren balada, 2002, Elkar) (2002, La Galera)

### Teatro
- Antso erregea [El rey Sancho] (2004, Autopublicado)

### Gastronomía
- Sesenta setas básicas (198?)
- Sukaliztegi partikularra [Diccionario Particular de Cocina] (1996, Orain)
- Erabateko sukaldea [Cocina total]  (1998, Ttarttalo): publicado con Luis Irizar y Julian Bereziartua
- Gipuzkoako gastronomía-La gastronomía de Gipuzkoa (2002, Kutxa): en colaboración con David de Jorge
- A cocinar: las mil y una recetas para la cocina de casa (Sukaldean-1001 errezeta etxean egiteko) publicado con David de Jorge
- Porca memoria: recuerdo de comida y bebida de un par de verracos (2006, RBA): publicado con David Jorge

### Entrevistas
- Cinco escritores vascos: entrevistas de Hasier Etxeberria (Bost idazle Hasier Etxeberriarekin berbetan, 2002, Alberdania): Bernardo Atxaga, Ramon Saizarbitoria, Anjel Lertxundi, Koldo Izagirre y Joseba Sarrionandia

## Premios
- Bilintx (Literatura infantil y juvenil, por Estatua baten historia, 1987)
- Imajina ezazu Euskadi (Narrativa, 1990)
- Julene Azpeitia (Narrativa, 1992)
- Rikardo Arregi (Periodismo, 1993)
- Gabriel Aresti (Narrativa, 1997)
- Irun Hiria Saria (Novela, por Arrainak ura baino, 1999)